# 다카라즈카 가극단 74기생
다카라즈카 가극단 74기생은 1986년에 다카라즈카 음악학교에 입학, 1988년에 다카라즈카 가극단에 입단한 41명을 가리킨다.

## 개요
초무대 연목은 오오우라 미즈키・히비키 미토 톱콤비 대극장 오히로메 하나구미 공연 「키스 미 케이트」이다.

## 주요 학생

### OG
- 와오 요우카 : 전 소라구미 톱스타
- 모리나 미하루 : 전 하나구미 톱여역
- 아사노 카요 : 전 츠키구미 톱여역
- 시라키 아야카 : 전 호시구미 톱여역
- 나기사 아키 : 전 호시구미 톱여역
- 시오카제 코우 : 전 전과 남역
- 하츠카제 미도리 : 전 전과 남역

## 일람
| 예명            | 생일      | 출신지                         | 출신 학교                      | 예명의 유래                               | 애칭                     | 역할 | 퇴단년도 | 비고                                   |
| --------------- | --------- | ------------------------------ | ------------------------------ | ----------------------------------------- | ------------------------ | ---- | -------- | -------------------------------------- |
| 秋路しのぶ      | 10월 6일  | 후쿠시마현 후쿠시마시          | 사쿠라노세이보가쿠인고등학교   | 「奥の細道」                              | 리야코, 랸코             | 남역 | 1992년   |                                        |
| 아키지 시노부   | 10월 6일  | 후쿠시마현 후쿠시마시          | 사쿠라노세이보가쿠인고등학교   | 「奥の細道」                              | 리야코, 랸코             | 남역 | 1992년   |                                        |
| 麻希ゆい        | 7월 7일   | 효고현 카와니시시              | 히바리가오카가쿠엔고등학교     | 지인과 상담                               | 유이                     | 여역 | 1995년   |                                        |
| 아사키 유이     | 7월 7일   | 효고현 카와니시시              | 히바리가오카가쿠엔고등학교     | 지인과 상담                               | 유이                     | 여역 | 1995년   |                                        |
| 麻乃佳世        | 9월 20일  | 카나가와현 후지사와시          | 미소노죠가쿠인                 | 본명과 스즈카제 마요 (67)에서 가족이 고안 | 요시코, 욧짱             | 여역 | 1995년   |                                        |
| 아사노 카요     | 9월 20일  | 카나가와현 후지사와시          | 미소노죠가쿠인                 | 본명과 스즈카제 마요 (67)에서 가족이 고안 | 요시코, 욧짱             | 여역 | 1995년   |                                        |
| 飛鳥井まり      | 7월 13일  | 효고현 다카라즈카시            | 유리가쿠인                     | 존경하는 선생님이 명명                    | 하나코                   | 여역 | 2001년   |                                        |
| 아스카이 마리   | 7월 13일  | 효고현 다카라즈카시            | 유리가쿠인                     | 존경하는 선생님이 명명                    | 하나코                   | 여역 | 2001년   |                                        |
| 安城ありさ      | 12월 15일 | 도쿄도 츄오구                  | 도쿄가정대학부속여자고등학교   |                                           | 히토미, 미치코           | 여역 | 1999년   | 타치바나 히토미 (立花瞳)로 개명        |
| 안죠 아리사     | 12월 15일 | 도쿄도 츄오구                  | 도쿄가정대학부속여자고등학교   |                                           | 히토미, 미치코           | 여역 | 1999년   | 타치바나 히토미 (立花瞳)로 개명        |
| 詩笛立季        | 3월 30일  | 도쿄도 키타구                  | 공립여자고등학교               | 가족이 고안                               | 타츠키, 타츠키짱, 타에짱 | 남역 | 1990년   |                                        |
| 우타부에 타츠키 | 3월 30일  | 도쿄도 키타구                  | 공립여자고등학교               | 가족이 고안                               | 타츠키, 타츠키짱, 타에짱 | 남역 | 1990년   |                                        |
| 大空みか        | 8월 11일  | 카나가와현 카와사키시          | 쿠니모토여자고등학교           | 존경하는 선생님이 명명                    | 포롱짱, 미카짱           | 남역 | 1989년   |                                        |
| 오오조라 미카   | 8월 11일  | 카나가와현 카와사키시          | 쿠니모토여자고등학교           | 존경하는 선생님이 명명                    | 포롱짱, 미카짱           | 남역 | 1989년   |                                        |
| 一紗まひろ      | 3월 28일  | 도쿄도 스미다구                | 공립여자고등학교               | 가족이 고안                               | 카즈                     | 남역 | 1997년   |                                        |
| 카즈사 마히로   | 3월 28일  | 도쿄도 스미다구                | 공립여자고등학교               | 가족이 고안                               | 카즈                     | 남역 | 1997년   |                                        |
| 加茂うらら      | 4월 3일   | 교토부 교토시 시모교구         | 노트르담죠가쿠인고등학교       | 교토의 지명에서 따서 가족이 고안          | 우라라, 사부짱           | 여역 | 1994년   |                                        |
| 카모 우라라     | 4월 3일   | 교토부 교토시 시모교구         | 노트르담죠가쿠인고등학교       | 교토의 지명에서 따서 가족이 고안          | 우라라, 사부짱           | 여역 | 1994년   |                                        |
| 神田智          | 9월 21일  | 카나가와현 요코하마시 코호쿠구 | 케이센죠가쿠엔                 | 존경하는 선생님이 명명                    | E-san, MASAKI, TOMO      | 남역 | 1997년   |                                        |
| 칸다 토모       | 9월 21일  | 카나가와현 요코하마시 코호쿠구 | 케이센죠가쿠엔                 | 존경하는 선생님이 명명                    | E-san, MASAKI, TOMO      | 남역 | 1997년   |                                        |
| 貴月あゆむ      | 6월 9일   | 도쿄도 카츠시카구              | 도쿄카세이가쿠인고등학교       | 은사가 명명                               | 미미                     | 남역 | 2002년   |                                        |
| 키즈키 아유무   | 6월 9일   | 도쿄도 카츠시카구              | 도쿄카세이가쿠인고등학교       | 은사가 명명                               | 미미                     | 남역 | 2002년   |                                        |
| 京極彩之        | 10월 8일  | 홋카이도 치토세시              | 치토세호쿠요고등학교           | 가족이 고안                               | 쿠로                     | 남역 | 1996년   |                                        |
| 쿄고쿠 아야노   | 10월 8일  | 홋카이도 치토세시              | 치토세호쿠요고등학교           | 가족이 고안                               | 쿠로                     | 남역 | 1996년   |                                        |
| 香月麻里        | 11월 7일  | 효고현 다카라즈카시            | 다카라즈카고등학교             | 성명판단                                  | 칸짱                     | 여역 | 1997년   |                                        |
| 코우즈키 마리   | 11월 7일  | 효고현 다카라즈카시            | 다카라즈카고등학교             | 성명판단                                  | 칸짱                     | 여역 | 1997년   |                                        |
| 湖城蘭          | 9월 27일  | 효고현 카와니시시              | 효고현립카와니시메이호고등학교 | 부모님과 고안                             | 란짱                     | 여역 | 1996년   |                                        |
| 코죠 란         | 9월 27일  | 효고현 카와니시시              | 효고현립카와니시메이호고등학교 | 부모님과 고안                             | 란짱                     | 여역 | 1996년   |                                        |
| 嵯峨野ゆり      | 10월 22일 | 교토부 교토시 우쿄구           | 노트르담죠가쿠인고등학교       | 출신지에서 따옴                           | 오사사, 유리짱           | 여역 | 1991년   |                                        |
| 사가노 유리     | 10월 22일 | 교토부 교토시 우쿄구           | 노트르담죠가쿠인고등학교       | 출신지에서 따옴                           | 오사사, 유리짱           | 여역 | 1991년   |                                        |
| 五月ふたば      | 5월 6일   | 오사카부 토요노군              | 성모피승천학원고등학교         | 탄생월에서 존경하는 선생님이 명명         | 스도-짱                  | 여역 | 1993년   | 딸 카자하네 사키 (106)                 |
| 사츠키 후타바   | 5월 6일   | 오사카부 토요노군              | 성모피승천학원고등학교         | 탄생월에서 존경하는 선생님이 명명         | 스도-짱                  | 여역 | 1993년   | 딸 카자하네 사키 (106)                 |
| 汐風幸          | 5월 24일  | 도쿄도 메구로구                | 아오야마가쿠인 중등부          | 가족이 고안                               | Koh, 코우짱              | 남역 | 2003년   |                                        |
| 시오카제 코우   | 5월 24일  | 도쿄도 메구로구                | 아오야마가쿠인 중등부          | 가족이 고안                               | Koh, 코우짱              | 남역 | 2003년   |                                        |
| しのぶ紫        | 10월 14일 | 효고현 고베시 타루미구         | 고베쇼인죠시가쿠인             |                                           | 시노부                   | 여역 | 2006년   |                                        |
| 시노부 무라사키 | 10월 14일 | 효고현 고베시 타루미구         | 고베쇼인죠시가쿠인             |                                           | 시노부                   | 여역 | 2006년   |                                        |
| 紫鳳あけの      | 9월 25일  | 효고현 니시노미야시            | 아시야여자고등학교             | 가족이 고안                               | 아케노, 토키짱           | 남역 | 1994년   | 후에 여역 전환                         |
| 시호우 아케노   | 9월 25일  | 효고현 니시노미야시            | 아시야여자고등학교             | 가족이 고안                               | 아케노, 토키짱           | 남역 | 1994년   | 후에 여역 전환                         |
| 白城あやか      | 9월 27일  | 도쿄도 아다치구                | 쥬몬지가쿠엔                   |                                           | 아야, 미키짱             | 여역 | 1997년   |                                        |
| 시라키 아야카   | 9월 27일  | 도쿄도 아다치구                | 쥬몬지가쿠엔                   |                                           | 아야, 미키짱             | 여역 | 1997년   |                                        |
| 涼里有花        | 6월 3일   | 도쿄도 오오타구                | 덴엔쵸후후타바고등학교         | 본명에서 한글자 따옴                      | 유우카                   | 여역 | 1997년   |                                        |
| 스즈사토 유카   | 6월 3일   | 도쿄도 오오타구                | 덴엔쵸후후타바고등학교         | 본명에서 한글자 따옴                      | 유우카                   | 여역 | 1997년   |                                        |
| 鈴音りら        | 12월 2일  | 아오모리현 고쇼가와라시        | 고쇼가와라고등학교             | 존경하는 선생님이 명명                    | 리라                     | 남역 | 1994년   |                                        |
| 스즈네 리라     | 12월 2일  | 아오모리현 고쇼가와라시        | 고쇼가와라고등학교             | 존경하는 선생님이 명명                    | 리라                     | 남역 | 1994년   |                                        |
| 立木みえ        | 11월 17일 | 도쿄도 세타가야구              | 후지미오카고등학교             |                                           | 미에, 폰코               | 남역 | 1989년   |                                        |
| 타치키 미에     | 11월 17일 | 도쿄도 세타가야구              | 후지미오카고등학교             |                                           | 미에, 폰코               | 남역 | 1989년   |                                        |
| 時由布花        | 6월 10일  | 오사카부 미노오시              | 오사카부립키타노고등학교       | 태어난 날짜 (시간의 기념일) 본명          | 윤                       | 여역 | 1994년   |                                        |
| 토키 유카       | 6월 10일  | 오사카부 미노오시              | 오사카부립키타노고등학교       | 태어난 날짜 (시간의 기념일) 본명          | 윤                       | 여역 | 1994년   |                                        |
| 渚あき          | 1월 28일  | 효고현 고베시 히가시나다구     | 아시야여자고등학교             | 고향의 바다 본명                          | 아키코, 아키짱           | 여역 | 2003년   |                                        |
| 나기사 아키     | 1월 28일  | 효고현 고베시 히가시나다구     | 아시야여자고등학교             | 고향의 바다 본명                          | 아키코, 아키짱           | 여역 | 2003년   |                                        |
| 七海光          | 10월 27일 | 효고현 고베시 히가시나다구     | 고베카이세이죠시가쿠인 고등부  | 존경하는 선생님이 명명                    | 나오짱                   | 남역 | 1991년   |                                        |
| 나나미 히카루   | 10월 27일 | 효고현 고베시 히가시나다구     | 고베카이세이죠시가쿠인 고등부  | 존경하는 선생님이 명명                    | 나오짱                   | 남역 | 1991년   |                                        |
| 初風緑          | 11월 8일  | 도쿄도 세타가야구              | 짓센죠시가쿠엔고등학교         | 하츠카제 준 (47)이 명명                   | 가이치                   | 남역 | 2005년   | 숙모 미노 유타카 (53)                  |
| 하츠카제 미도리 | 11월 8일  | 도쿄도 세타가야구              | 짓센죠시가쿠엔고등학교         | 하츠카제 준 (47)이 명명                   | 가이치                   | 남역 | 2005년   | 숙모 미노 유타카 (53)                  |
| 花丘美幸        | 2월 10일  | 효고현 다카라즈카시            | 코난여자고등학교               | 존경하는 선생님이 명명                    | 텐코                     | 여역 | 1996년   |                                        |
| 하나오카 미유키 | 2월 10일  | 효고현 다카라즈카시            | 코난여자고등학교               | 존경하는 선생님이 명명                    | 텐코                     | 여역 | 1996년   |                                        |
| 花園ゆかり      | 8월 22일  | 교토부 교토시 나카교구         | 노트르담죠가쿠인               |                                           | 킷코                     | 여역 | 1994년   |                                        |
| 하나조노 유카리 | 8월 22일  | 교토부 교토시 나카교구         | 노트르담죠가쿠인               |                                           | 킷코                     | 여역 | 1994년   |                                        |
| はやせ翔馬      | 12월 16일 | 도쿄도 마치다시                | 칸토여자고등학교               | 가족이 고안                               | 쇼마군, 토시짱           | 남역 | 1994년   | 엄마 세토 미치루 (44) 아빠 에토 신이치 |
| 하야세 쇼마     | 12월 16일 | 도쿄도 마치다시                | 칸토여자고등학교               | 가족이 고안                               | 쇼마군, 토시짱           | 남역 | 1994년   | 엄마 세토 미치루 (44) 아빠 에토 신이치 |
| 妃宮玲子        | 9월 24일  | 사이타마현 오오미야시          | 오오미야니시고등학교           | 좋아하는 글자를 조합                      | 쿠니코                   | 여역 | 1995년   |                                        |
| 히미야 레이코   | 9월 24일  | 사이타마현 오오미야시          | 오오미야니시고등학교           | 좋아하는 글자를 조합                      | 쿠니코                   | 여역 | 1995년   |                                        |
| 二葉かれん      | 1월 6일   | 카나가와현 후지사와시          | 카나가와현립오오쿠스고등학교   | 친구가 명명                               | 카렌, 마미, 포요         | 여역 | 2001년   |                                        |
| 후타바 카렌     | 1월 6일   | 카나가와현 후지사와시          | 카나가와현립오오쿠스고등학교   | 친구가 명명                               | 카렌, 마미, 포요         | 여역 | 2001년   |                                        |
| 帆月みを        | 12월 23일 | 카나가와현                     | 덴엔쵸후후타바고등학교         | 요시유키 준노스케가 명명                  | 오-짱                    | 남역 | 1992년   |                                        |
| 호즈키 미오     | 12월 23일 | 카나가와현                     | 덴엔쵸후후타바고등학교         | 요시유키 준노스케가 명명                  | 오-짱                    | 남역 | 1992년   |                                        |
| 舞路はるか      | 6월 11일  | 카나가와현 요코하마시 츠루미구 | 카나가와가쿠엔                 | 백부 스가누마 준이 명명                   | 히-코                    | 여역 | 1997년   |                                        |
| 마이지 하루카   | 6월 11일  | 카나가와현 요코하마시 츠루미구 | 카나가와가쿠엔                 | 백부 스가누마 준이 명명                   | 히-코                    | 여역 | 1997년   |                                        |
| 真地ありさ      | 10월 4일  | 도쿄도 네리마구                | 준신죠시가쿠엔                 | 어머니의 예명                             | 나오미                   | 여역 | 1996년   |                                        |
| 마치 아리사     | 10월 4일  | 도쿄도 네리마구                | 준신죠시가쿠엔                 | 어머니의 예명                             | 나오미                   | 여역 | 1996년   |                                        |
| 松平瑠美        | 7월 3일   | 도쿄도 시나가와구              | 모리무라가쿠엔                 | 백모 스미 하나요 (35)가 명명              | 다-탄, 루비              | 남역 | 1996년   | 이모 스미 하나요 (35)                  |
| 마츠다이라 루비 | 7월 3일   | 도쿄도 시나가와구              | 모리무라가쿠엔                 | 백모 스미 하나요 (35)가 명명              | 다-탄, 루비              | 남역 | 1996년   | 이모 스미 하나요 (35)                  |
| 美郷真也        | 8월 8일   | 도쿄도 토시마구                | 준신죠시가쿠엔                 | 부모님과 고안                             | 마리에, 마리엣타         | 남역 | 2008년   |                                        |
| 미사토 마야     | 8월 8일   | 도쿄도 토시마구                | 준신죠시가쿠엔                 | 부모님과 고안                             | 마리에, 마리엣타         | 남역 | 2008년   |                                        |
| 水城なつみ      | 2월 29일  | 오사카부 히가시오사카시        | 쇼인고등학교                   | 존경하는 선생님이 명명                    | 미카코, 미카짱           | 남역 | 1991년   |                                        |
| 미즈시로 나츠미 | 2월 29일  | 오사카부 히가시오사카시        | 쇼인고등학교                   | 존경하는 선생님이 명명                    | 미카코, 미카짱           | 남역 | 1991년   |                                        |
| 美々杏里        | 9월 2일   | 오사카부 오사카시 츠루미구     | 오사카신아이죠가쿠인고등학교   | 비비안 리에서 따와서 가족이 고안          | 치즈, 치즈푱             | 여역 | 2005년   |                                        |
| 미미 안리       | 9월 2일   | 오사카부 오사카시 츠루미구     | 오사카신아이죠가쿠인고등학교   | 비비안 리에서 따와서 가족이 고안          | 치즈, 치즈푱             | 여역 | 2005년   |                                        |
| 森奈みはる      | 3월 16일  | 사이타마현 카와고에시          | 호리코시고등학교               | 본명                                      | 미하루                   | 여역 | 1995년   |                                        |
| 모리나 미하루   | 3월 16일  | 사이타마현 카와고에시          | 호리코시고등학교               | 본명                                      | 미하루                   | 여역 | 1995년   |                                        |
| 和央ようか      | 2월 15일  | 오사카부 오사카시 텐노지구     | 오사카테즈카야마가쿠인         |                                           | 타카짱, 타카코           | 남역 | 2006년   |                                        |
| 와오 요우카     | 2월 15일  | 오사카부 오사카시 텐노지구     | 오사카테즈카야마가쿠인         |                                           | 타카짱, 타카코           | 남역 | 2006년   |                                        |